# Пампа (провинција)
Пампа (шп. La Pampa) је провинција смештена у средишњем делу Аргентине. Према северу се граничи са провинцијама Кордоба и Сан Луис, према северозападу са провинцијом Мендоза, према југу са провинцијом Рио Негро, према истоку са провинцијом Буенос Ајрес.